# 本·尼爾森
厄尔·本杰明·“本”·尼爾森（Earl Benjamin "Ben" Nelson；1941年5月17日—）是美國的一位政治人物。
在2001年至2013年期間，他是內布拉斯加州的兩位參議院議員之一。他的黨籍是民主黨。他也是第73任內布拉斯加州州長，任職期間是1991年至1999年。
尼爾森在擔任參議員期間，是民主黨內最為保守的參議員之一，經常投票反對民主黨的立場，如墮胎及槍械管制。